# Vatrogasna vozila
Vatrogasna vozila su vozila koja vatrogasci koriste pri gašenju požara i drugim intervencijama.

### Navalno vozilo
Navalno vozilo prvo izlazi na intervenciju jer je opremljeno opremom za gašenje svih vrsta požara. U pravilu sadrži: veliki spremnik vode te manje količine pjenila, vode, praha, CO2, odgovarajuću pumpu za vodu, razni alat, IC kameru, eksploziometar, aparate za zaštitu dišnih organa, manje ljestve a u zadnje vrijeme često i opremu za spašavanje iz prometnih nezgoda ili drugih intervencija. 
Posadu u pravilu čini 6 ljudi: Voditelj, vozač, navalna i vodna grupa.
Navalno vozilo je prvo vozilo u tzv. Gasnom vlaku, nizu vozila koja izlaze na požare kuća, stanova i sl.
Najčešći tipovi navalnog vozila u RH jest:
- Vatrogasno vozilo za gašenje požara vodom i pjenom, s posadom 1+5, kapaciteta spremnika vode 2500 litara,  kapaciteta spremnika pjenila 400 litara (2 x 200 litara, za dvije vrste pjenila: "A" i "B"), pumpa ROSENBAUER NH 30 s CAFSOM.

- Vatrogasno vozilo za gašenje požara vodom i pjenom, s posadom 1+2, kapaciteta spremnika vode 3500 litara,  kapaciteta spremnika pjenila 400 litara (2 x 200 litara, za dvije vrste pjenila: "A" i "B"), pumpa ROSENBAUER NH 30 s CAFSOM.

Ova navalna vozila su izrađena na Mercedes Benz ATEGO 2 1528 šasiji te su potpuno opremljena a od opreme izdvajamo:
- hidraulički alat LUKAS (škare LS 301, razupirač LSP 40, cilindar LZR 12/300
- rasvjetni stup na krovu vozila 4 x 1000 W, uz dodatne reflektore 2 x 500 W s tronošćem
- agregat za struju 8 kvH,
- vitla za brzo gašenje 2 x 60 metara s NE-PI-RO malznicama
- hidraulično vitlo ROTZLER dužine 60 metara nazivne vučne sile 7 kN
- izolacioni aparati MSA AUER BD 96 s CFK bocama i maskama,
- motorne pile STIHL,
- GOJAK 6000 auto lift,
- zračni jastuci za dizanje tereta VETTER,
- dimovuk,
- nadtlačni ventilator

Navalno vozilo Vatrogasne postrojbe Zagreb  Arhivirana inačica izvorne stranice od 8. listopada 2006. (Wayback Machine)

### Auto-Cisterna
Služi za prijevoz vode i ljudi do mjesta intervencije. Obično se nalazi zadnja u Gasnom vlaku jer "puni" automobilsku ljestvu ili navalno vozilo vodom.
Sadrži veću količinu vode te manju količinu pjenila i alata.
Može služiti i za samostalno gašenje požara ako se radi o manjim požarima.
Auto-cisterna  Arhivirana inačica izvorne stranice od 8. listopada 2006. (Wayback Machine)

### Tehničko vozilo
Vatrogasno vozilo opremljeno opremom za tzv. tehničke intervencije kao što su prometne nezgode, elementarne nepogode ili druge vrste spašavanja.

### Kemijsko vozilo
Vozilo koje može sadržavate razne količine vode, pjenila, praha CO2 te služi za razne intervencije: požare zapaljivih tekućina (nafta, benzin i sl.), transformatora...
Vatrogasno vozilo za gašenje požara prahom i CO2  Arhivirana inačica izvorne stranice od 8. listopada 2006. (Wayback Machine)

### Auto ljestve
Vatrogasna ljestva je vatrogasno vozilo za spašavanje s visina.
Osnovna namjena ljestava je spašavanje ljudi, gašenje požara i vršenje dodatnih tehničkih usluga. Ona je simbol vatrogasaca diljem svijeta i najprepoznatljivi dio ukupne vatrogasne opreme. 
Svaka moderna vatrogasna postrojba u svijetu posjeduje određeni broj vatrogasnih ljestvi i posebno se ponosi njima. 
Konstrukcija vatrogasnih vozila za spašavanje s visine uvelike ovisi o samom tipu vozila, proizvođaču kao i ostalim faktorima. 
Sami uvjeti rada vatrogasaca su iznimno teški, izloženi su svim opasnostima i štetnostima na radu koje postoje a u svome radu se koriste raznim sredstvima. Jedna od najvažnijih, zasigurno najkompliciranijih dijelova vatrogasne opreme jest upravo vatrogasna automobilska ljestva, te je zbog toga osposobljavanje i uvježbavanje za rad vatrogasnom ljestvom neophodno. 
Vatrogasna ljestva METZ DLK 30 PLC  Arhivirana inačica izvorne stranice od 8. listopada 2006. (Wayback Machine) - najbrojniji tip ljestava u RH
Galerija vatrogasnih vozila  Arhivirana inačica izvorne stranice od 27. rujna 2007. (Wayback Machine)